# Shadow Dancer (computerspel)
Shadow Dancer is een computerspel dat werd ontwikkeld en uitgegeven door SEGA Enterprises. Het spel kwam in 1989 uit als arcadespel. Twee jaar later kwam het beschikbaar voor diverse homecomputers.  

## Platforms
| Jaar | Platform                                                                    |
| ---- | --------------------------------------------------------------------------- |
| 1989 | Arcade                                                                      |
| 1991 | Amiga, Amstrad CPC, Atari ST, Commodore 64, SEGA Master System, ZX Spectrum |

## Ontvangst
| Beoordeeld door | Platform           | Datum         | Score |
| --------------- | ------------------ | ------------- | ----- |
| Shin Force      | SEGA Master System | 11 juli 2000  | 92%   |
| Commodore Force | Commodore 64       | augustus 1993 | 82%   |
| Top Secret      | Commodore 64       | mei 1992      | 80%   |
| 64'er           | Commodore 64       | oktober 1991  | 80%   |
| Mean Machines   | SEGA Master System | januari 1992  | 71%   |
| Power Play      | Amiga              | augustus 1991 | 68%   |
| Amiga Joker     | Amiga              | juli 1991     | 68%   |
| ST Format       | Atari ST           | augustus 1991 | 67%   |
| Jeuxvideo.com   | SEGA Master System | 8 maart 2012  | 65%   |
| Power Play      | Commodore 64       | augustus 1991 | 46%   |